# 法定学院
法定学院（Statutory college）又称合同学院（contract college）是指由当地立法机关设立，由当地政府资助，但与私立大学约定由其运营的校内学院。该现象主要出现在纽约州，特别是在该州的康奈尔大学；该校有四所虽然隶属于纽约州立大学，实际上却是由康奈尔大学运营的法定学院。除了康大，纽约州立大学还在阿尔弗雷德大学设立了纽约州陶瓷学院。另外纽约州立大学环境与森林学院以前曾作为雪城大学的法定学院设立，实际上却独立运营，并于1972年改名脱离了法定学院的身份。